# Bohdan Stupka
Bohdan Syl'vestrovyč Stupka (in ucraino Богдан Сильвестрович Ступка?; Kulykiv, 27 agosto 1941 – Kiev, 22 luglio 2012) è stato un attore e politico ucraino fino al 1991 sovietico.
Ha recitato in più di cento film e in più di cinquanta teatri. È stato Ministro della Cultura dell'Ucraina tra il 1999 e il 2001.

## Filmografia
- Belaja ptica s čërnoj otmetinoj, regia di Jurij Illjenko (1971)
- Ozarenije, regia di Vladimir Denisenko (1971)
- Samyj poslednij den', regia di Michail Aleksandrovič Ul'janov (1972)
- Naperekor vsemu, regia di Jurij Illjenko (1973)
- Novosel'je, regia di Vasilij Il'jašenko (1974)
- Sredi leta, regia di Vasilij Il'jašenko (1975)
- Pravo na ljubov', regia di Anatolij Slesarenko (1977)
- Zabud'te slovo smert', regia di Samvel Gasparov (1979)
- Dudariki, regia di Stanislav Klymenko (1980)
- Inače nel'zja, regia di Sergej Jerin (1980)
- Ot Buga do Visly, regia di Timofej Levčuk (1981)
- I dieci giorni che sconvolsero il mondo (Krasnye kolokola, film vtoroy - Ya videl rozhdenie novogo mira), regia di Sergej Fëdorovič Bondarčuk (1982)
- Tajny svjatogo Jura, regia di Valerij Pidpaly (1982)
- Volodkina žizn', regia di Anatoliy Bukovskiy (1984)
- Vsë načinaetsja s ljub'vi, regia di Jaroslav Lančak (1984)
- Grich (1991)
- Fučžou (1993)
- Ogniem i mieczem (1999)
- Est-ovest - Amore-libertà (1999)
- Molytva za get'mana Mazepu (2001)
- Stara baśń. Kiedy słońce było bogiem (2003)
- Voditel' dlja Very (2004)
- Vzjat' Tarantinu (2005)
- 1814 (2007)
- Sappho (2008)
- Col cuore in mano (2008)
- Taras Bulba (Тарас Бульба), regia di Vladimir Bortko (2009)